# Alberto David
Alberto David (* 26. März 1970 in Mailand) ist ein italienisch-luxemburgischer Schachspieler. 2012 wechselte er vom luxemburgischen zum italienischen Schachverband. Seit 1998 trägt er den Großmeister-Titel und ist der einzige Luxemburger, der je diesen Titel erhalten hat.

## Leben
Die Familie Alberto Davids zog 1974 nach Luxemburg. 1975 begann er mit dem Schachspielen. In den frühen 1980er-Jahren wurde er zeitweise von Mark Taimanow im Schach unterrichtet. In London studierte Alberto David Philosophie, das Studium schloss er 1992 ab.
Vereinsschach spielte er in Luxemburg früher für Cercle d'échecs Philidor Dommeldange-Beggen, seit 2011 spielt er für De Sprénger Echternach, mit dem er 2013, 2015, 2016, 2018 und 2019 luxemburgischer Mannschaftsmeister wurde und am European Club Cup 2013 teilnahm. In der belgischen 1. Liga spielte er für Namur Echecs. In der Saison 2011/12 wechselte er zu Cercle des Echecs de Charleroi und wurde dort in seiner ersten Saison Mannschaftsmeister. In der Saison 2018/19 spielte David für den Club d’échecs de Watermael-Boitsfort. In Italien spielt er für Milanese 1881. In Frankreich spielte er bis 2003 für den Club de Cavalier Bleu Drancy, anschließend bis 2007 für Clichy Echecs, mit denen er 2007 französischer Mannschaftsmeister wurde und dreimal am European Club Cup teilnahm. In den Saisons 2008/09 und 2010/11 spielte er für den Club de Lutèce Echecs, in der Saison 2012/13 für L’Echiquier Chalonnais und in der Saison 2013/14 für Les Tours de Haute Picardie. In der deutschen Schachbundesliga spielte er von 1999 bis 2001 für den Godesberger SK. In Österreich spielte er bis 2001 für Austria Wien Husek, die dänische Skakligaen gewann er 2019 mit dem Team Xtracon Køge.

## Erfolge
Für Luxemburg nahm er an sechs Schacholympiaden teil (1994 bis 2002 und 2006), wobei er 2002 im slowenischen Bled eine Silbermedaille für sein Resultat am ersten Brett von 11 aus 13 erhielt. Bei der Schacholympiade 2014 spielte er für Italien., Dreimal nahm er mit Luxemburg an Mannschaftseuropameisterschaften teil (1992, 2001 und 2003). In Plowdiw 2003 erhielt er dabei eine Goldmedaille für sein Ergebnis von 6 aus 8 am ersten Brett. Bevorzugt spielt David Turniere in Paris und kann dort einige Turniersiege bei GM-Turnieren vorweisen, so gewann er zum Beispiel 2003 und 2005 die Pariser Stadtmeisterschaft und, ebenfalls 2005, das Paris Open. 2012 gewann er in Turin bei seiner ersten Teilnahme die italienische Einzelmeisterschaft mit 1,5 Punkten Vorsprung. 2016 wurde er in Rom nach einem Schnellschach-Stichkampf mit den punktgleichen Sabino Brunello, Michele Godena und Pier Luigi Basso erneut italienischer Meister. Im Dezember 2019 gewann David in Padua zum dritten Mal die italienische Meisterschaft.
Seine höchste Elo-Zahl lag bei 2631 im Mai 2010.